# 新奥尔良上城
新奥尔良上城（Uptown New Orleans）是新奥尔良的一部分，位于密西西比河东岸，涵盖了法国区与傑佛遜縣之间的许多街区。它是一个住宅和小型商业的混合区域，拥有不少19世纪建筑。它包括部分或全部的“新奥尔良上城历史街区”，被列入国家史迹名录。